# Šmarje pri Jelšah
Šmarje pri Jelšah (pronunciación eslovena: [ˈʃmaːɾjɛ pɾi ˈjeːlʃax]; alemán: Sankt Marein bei Erlachstein) es una localidad eslovena, capital del municipio homónimo en el este del país.
En 2020, la localidad tenía una población de 1768 habitantes.
El pueblo creció en torno a una mansión tardomedieval llamada "Jelšingrad", cuya existencia en documentos se conoce desde 1436. En 1875, la localidad recibió derechos de mercado.
La localidad se ubica unos 15 km al este de Celje, sobre la carretera 107 que lleva a Đurmanec.